# Маркелі (точка)
62°56′10″ пд. ш. 62°33′05″ зх. д. / 62.9361° пд. ш. 62.5514° зх. д.

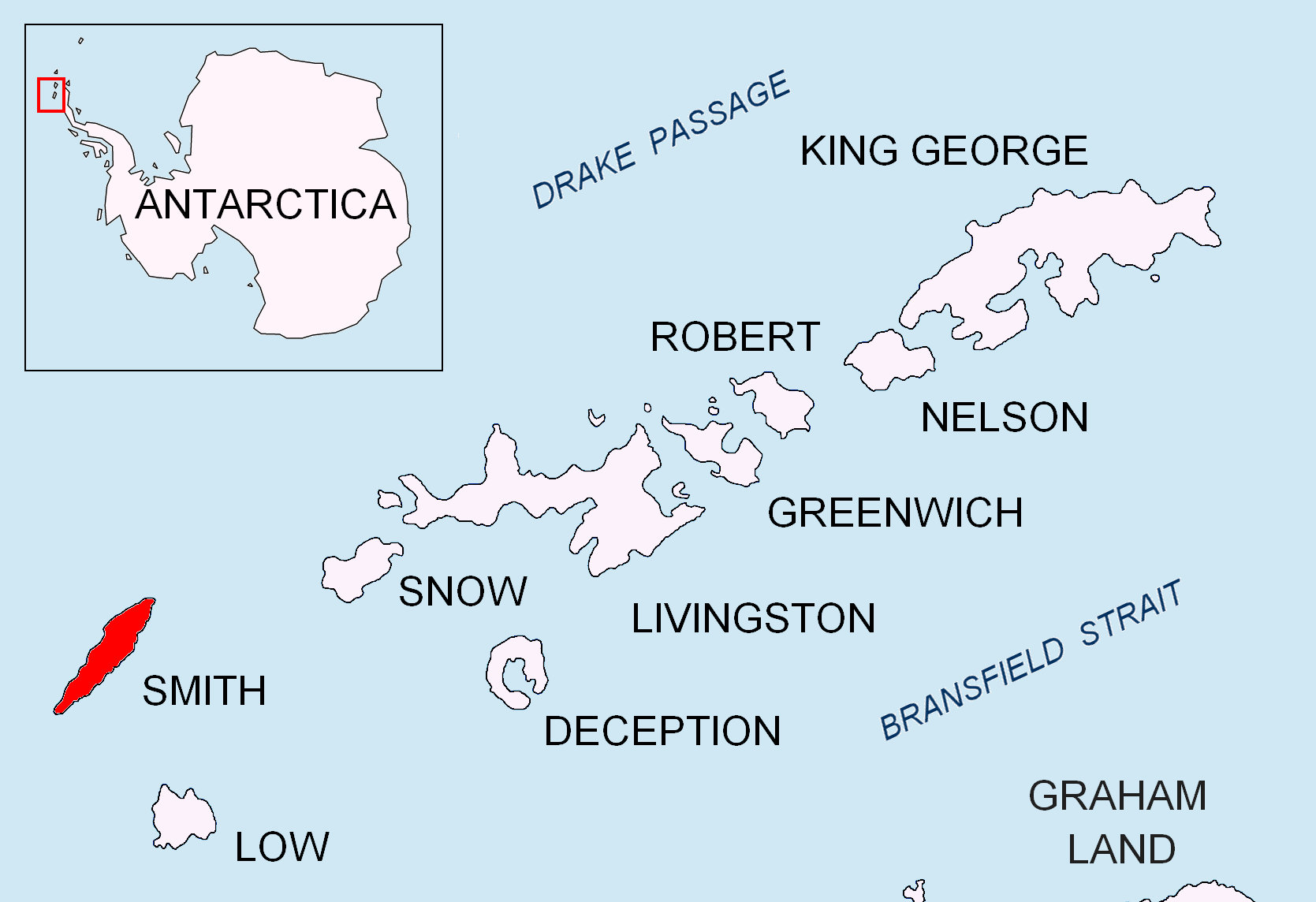
Розташування острова Сміт на Південних Шетландських островах.

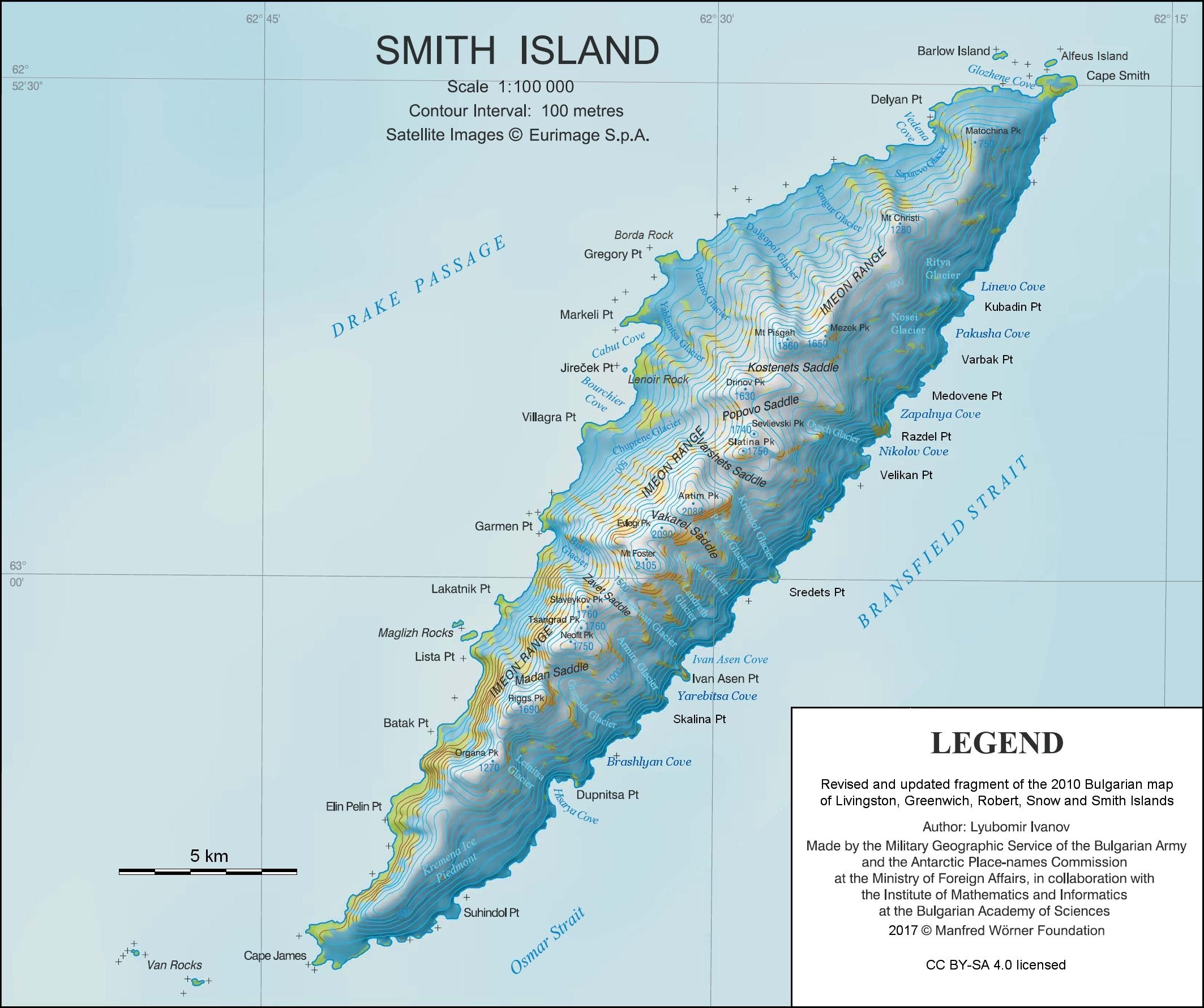
Топографічна карта острова Сміт.

Точка Маркелі (болг. нос Маркели, 'Nos Markeli' \ 'nos mar-'ke-li \) - точка на північно-західному узбережжі острова Сміт на Південних Шетландських островах, Антарктида, 1,2 км на захід-південний захід у прохід Дрейка. Розташована на північній стороні входу в бухту Кабут, 14.5 км на південний захід від мису Сміт, 2 км на південь-південний захід від точки Грегорі та 19,8 км на північ-північний схід від мису Джеймс. Болгарське раннє картографування у 2009 році. 
Названа на честь середньовічної фортеці Маркелі на південному сході Болгарії.

## Мапи
- Діаграма південних Шетландських островів, включаючи острів Коронація тощо. [Архівовано 28 вересня 2013 у Wayback Machine.] з розвідки шлюпа Голуба в 1821 і 1822 роках Джорджем Пауеллом, командуючим ним же. Шкала приблизно 1: 200000. Лондон: Лорі, 1822.
- Л. Л. Іванов. Антарктида: острови Лівінгстон та Гринвіч, Роберт, Сноу та Сміт. Масштаб 1: 120000 топографічної карти. Троян: Фонд Манфреда Вернера, 2010.ISBN 978-954-92032-9-5 (перше видання 2009 р.ISBN 978-954-92032-6-4 )
- Південні Шетландські острови: Сміт і Низькі острови. [Архівовано 24 березня 2012 у Wayback Machine.] Масштаб 1: 150000 топографічна карта No 13677. Британське антарктичне опитування, 2009 рік.
- Антарктична цифрова база даних (ADD). [Архівовано 5 березня 2017 у Wayback Machine.] Масштаб 1: 250000 топографічної карти Антарктиди. Науковий комітет з антарктичних досліджень (SCAR). З 1993 року регулярно модернізується та оновлюється.
- Л. Л. Іванов. Антарктида: острів Лівінгстон та острів Сміт . Масштаб 1: 100000 топографічної карти. Фонд Манфреда Вернера, 2017.ISBN 978-619-90008-3-0

## Зовнішні посилання
- Маркелі Пойнт. [Архівовано 15 лютого 2020 у Wayback Machine.] Супутникове зображення Copernix

Ця статя містить інформацію з Антарктичної комісії з географічних назв Болгарії, яка використовується з дозволу.